# Eulepte anticostalis
Eulepte anticostalis is een vlinder van de familie van de grasmotten (Crambidae), uit de onderfamilie van de Spilomelinae. De wetenschappelijke naam van deze soort is voor het eerst voorgesteld als Botis anticostalis door Augustus Radcliffe Grote in een publicatie uit 1871.
De soort komt voor in de Verenigde Staten en Puerto Rico.